# Xi Jiang
Xi Jiang (chiń. 西江; pinyin Xī Jiāng; dosł. „Rzeka Zachodnia”) – rzeka w południowo-wschodnich Chinach (prowincje Junnan, Kuangsi i Guangdong), o długości 2129 km i powierzchni dorzecza wynoszącej ok. 426 tys. km². Źródła znajdują się na Wyżynie Junnan-Kuejczou, uchodzi do Morza Południowochińskiego tworząc deltę. W delcie wschodnie ramię rzeki łączy się z rzekami Ben Jiang i Sui Jiang, tworząc Rzekę Perłową. Główne dopływy to Yu Jiang oraz Beipan Jiang. Rzeka jest wykorzystywana do żeglugi i nawadniania, dostępna dla statków morskich do miasta Wuzhou.
Na początku III w.p.n.e. basen Xi Jiang został połączony z dorzeczem Jangcy przez kanał Lingqu, w wyniku czego powstała śródlądowa droga wodna o długości ponad 2000 km.